# 19165 Nariyuki
19165 Nariyuki è un asteroide della fascia principale. Scoperto nel 1991, presenta un'orbita caratterizzata da un semiasse maggiore pari a 2,2913067 UA e da un'eccentricità di 0,0743310, inclinata di 7,79126° rispetto all'eclittica.